# Ахадов, Халид Нураддин оглы
Ахадов Халид Нураддин оглы (азерб. Xalid Nurəddin oğlu Əhədov; род. 4 февраля 1980); — помощник Президента Азербайджанской Республики по социально-экономическим вопросам.

## Биография
Халид Нураддин оглы Ахадов родился 4 февраля 1980 года. В 2002 году окончил Азербайджанский государственный экономический университет, получив степень магистра по специальности «Финансы и кредит». В 2012 году окончил бизнес-школу Instituto de Empresa (IE) в Испании по направлению «Управление бизнесом», а в 2019 году получил степень магистра по государственной администрации в Лондонской школе экономики (LSE) в Великобритании.
Владеет английским, русским, испанским и турецким языками.

## Общественно-политическая деятельность
С 1999 года начал работать в банковском секторе. Занимал различные руководящие должности[какие?] в банках «Bank of Baku» (1999—2012) и «Unibank» (2012—2016), а также был членом Наблюдательного совета страховой компании «Atəşgah» и председателем Совета директоров процессингового центра «Millikart».
В 2016 году был назначен председателем Правления «AzərTürkBank», а с декабря 2016 года по март 2018 года занимал должность председателя Правления АББ (Азербайджанского международного банка). Также был избран членом Президиума Ассоциации банков Азербайджана.
С 28 августа 2018 года работает помощником Первого вице-президента Азербайджанской Республики, а с 17 ноября 2022 года — помощником Президента Азербайджанской Республики по социально-экономическим вопросам.
Является членом Экономического совета Азербайджанской Республики, Наблюдательного совета «ABB» ОАО, Наблюдательного совета ЗАО «Азербайджанские авиалинии» (AZAL), Наблюдательного совета ЗАО «Азербайджанская промышленная корпорация» и председателем Наблюдательного совета ЗАО «Бакинский международный морской торговый порт».

## Семья
Женат, воспитывает троих детей. Его отец, Нураддин Ахадов, был депутатом XII созыва Верховного Совета Азербайджана.